# Nixapur
Nixapur (persa: نیشاپور, Neishāpūr) és una ciutat de la província de Razavi Khorasan al nord-est de l'Iran, situada en una plana fèrtil als peus de la serralada Binalud, a 1.250 m d'altitud, a prop de Mashad, que n'és la capital regional. Històricament, fou una de les quatre principals ciutats del Khorasan (junt amb Merv, Herat i Balkh). El seu nom deriva de Newxapur ('Bell Xapur'), que en àrab és Nayxabur o Nixabur, en armeni Niu-Xapuh i en neopersa Neixapur.
L'economia de la ciutat està predominantment basada en l'agricultura, especialment dels cereals i el cotó, però també hi ha indústries. El 2005 la població estimada era de 270.940 habitants.

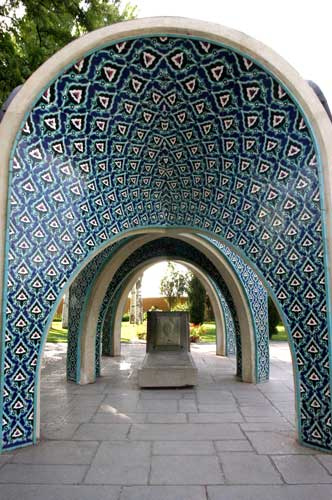
Tomba de Kamal-ol-Molk, a Nixapur

A Nixapur, hi ha hagut molts poetes i persones de cultura. Per exemple, el poeta Omar Khayyam, nascut el 1048. També el místic Farid-ad-Din Attar i el pintor contemporani Kamal-ol-molk van viure i estan enterrats a Nixapur.
A prop de la ciutat, hi ha mines de turquesa que van ser explotades durant mil·lennis.

## Història
Nixapur ocupà un lloc estratègic en la ruta de la seda entre la Xina, Anatòlia i la Mediterrània. El seu fundador va ser el rei sassànida Xapur I, al segle iii aC, després de matar en lluita el turc Pahliçak; algunes fonts (com at-Tabarí), això no obstant, suposen que el fundador en fou Xapur II. Sota els sassànides, la regió estava formada pels districtes d'at-Tabasayn, Kuhistan, Nasa, Baward, Abarxahr, Jam, Bakhraz, Tus, Zuzan i Isparan; Nixapur era la capital de la província d'Abarxahr, que estava dividida en 13 rustaks i 4 tassujs. A la muntanya de Rewand, al nord de la ciutat, hi havia un dels principals temples de foc, el de Burzin Mihr.
Els àrabs van conquerir la ciutat el 651-652 per ordre del governador de Bàssora, Abd-Al·lah ibn Àmir; el governador local, anomenat kanarang, es va rendir; era una ciutat de poca importància i sense guarnició. Durant la guerra civil d'Alí ibn Abi-Tàlib i Muàwiya, una revolta del Khorasan i el Tukharistan va dominar part dels territoris, incloent-hi Nixapur. Firuz III, fill d'Isdigerdes III i de la filla del kanarang de Nixapur, hi hauria residit algun temps. Alí va enviar contra la ciutat Khulayd ibn Kas (657/658). El 661-662, Muàwiya I va nomenar governador de Bàssora per segona vegada Abd-Al·lah ibn Àmir i li va encarregar la conquesta de Khorasan i Sistan.
El 662-663, el governador va establir a Nixapur Qays ibn al-Haytham as-Sulamí (662-664) com a governador del Khorasan. Ziyad ibn Abi-Sufyan va nomenar governador d'Abarxahr (com s'anomenava sovint a Nixapur) Khulayd ibn Abd-Al·lah al-Hanafí. Abd-Al·lah ibn Hàdhim, que per segona vegada exercia com a governador del Khorasan (683-692), es va revoltar contra els omeies i va morir en la lluita prop de Merv, el 692.
Al segle ix, hi va haver un important comerç amb les seves ceràmiques. Abd-Al·lah ibn Tàhir (828-845), primer governador tahírida del Khorasan, hi va establir la capital; el clima era més sa que el de Merv, a la qual no va tardar a suplantar com a principal ciutat.
El 873, quan el safàrida Yaqub ibn al-Layth es va apoderar del Khorasan, Nixapur va perdre la condició de capital i durant trenta anys va canviar de mans diverses vegades, fins que Amr ibn al-Layth fou derrotat i capturat pels samànides (900), que li van restablir la importància i la capitalitat.
De Nixapur foren diversos personatges destacats en aquest temps, com Hasanak, ministre de Mahmud de Gazni, de la família Mikali, i diversos juristes i teòlegs musulmans. En aquest temps, Nixapur és descrita com una ciutat important amb 42 barris. Tenia ciutadella i un barri als afores, on hi havia la mesquita construïda per Amr, al costat de la qual era el mercat públic anomenat al-Muasqar, la presó i el palau del governador. Cap a l'any 1000, Nixapur es comptava entre les deu ciutats més grans del món. El 1011 fou teatre d'una gran fam. En la primera part del segle xi, fou centre del moviment dels karramites dirigits per l'anacoreta Abu-Bakr Muhàmmad ibn Ishak.
El primer governant de la dinastia turca seljúcida, Toghril Beg I, en va fer la seva residència el 1037, però posteriorment la ciutat entrà en declivi, encara que Alp Arslan hi va residir algunes temporades. El maig de 1142, Atsiz ibn Muhammad ibn Anushtigin de Coràsmia la va arrabassar al seljúcida Àhmad Sanjar; el 1153 fou devastada pels oghuz i els habitants es van concentrar al raval de Xadyakh. Tughan-Xah Abu-Bakr va dominar la ciutat de 1174 a 1185 i, en aquest darrer any, el va succeir el seu fill Sanjar-Xah; el maig o juny de 1187 la va perdre davant el xa de Coràsmia Tekix, que va cedir el govern al seu fill Màlik-Xah fins al 1193, quan fou enviat com a governador a Merv i el va substituir el seu germà Kutb-ad-Dun Muhàmmad (després Alà-ad-Din Muhàmmad). Màlik-Xah va morir a la regió de Nixapur el 1197. El seu germà Alà-ad-Din va arrabassar Nixapur i Merv a Ghiyath-ad-Din i al seu germà Xihab-ad-Din.
El 1207-1208, fou teatre d'una revolta i en aquest temps es van produir alguns terratrèmols (els anys 1145, 1208, 1280). Quan el gendre de Genguis Kan va ser assassinat a Nixapur (1221), aquest ordenà la mort de tots els seus habitants. La vila es va refer i, encara que no va igualar la seva antiga importància, va tornar a ser una ciutat destacada fins al segle xiv i fou anomenada la Petita Damasc. Després, va perdre importància i no va recuperar un cert moviment fins al segle xix. A finals del segle xix, s'explotaven encara les mines de turqueses de Bar-i Madin a 50 km al nord-oest.

## Galeria fotogràfica

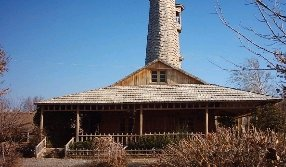
Mesquita de fusta
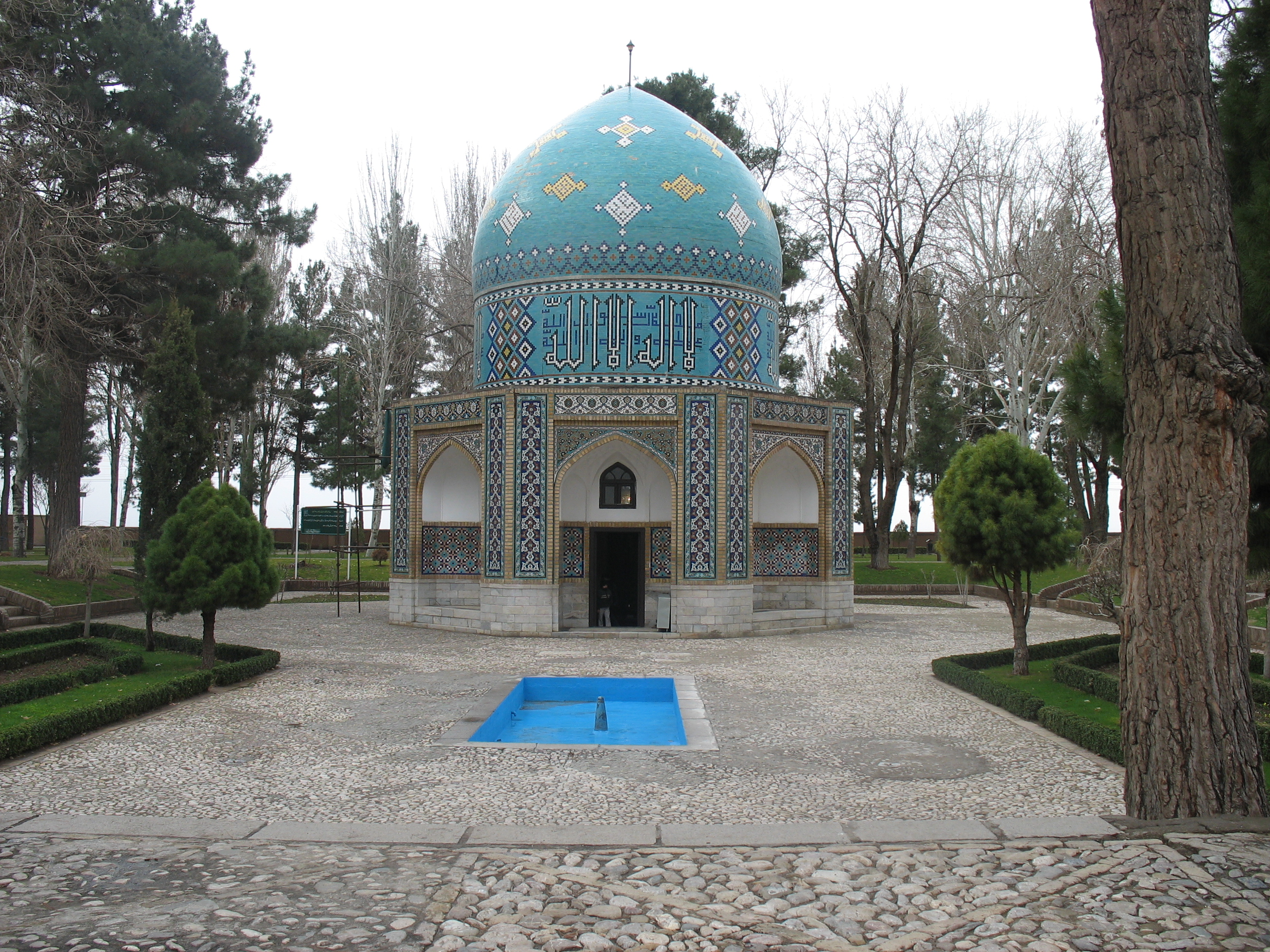
Tomba de Farid ad-Din Attar
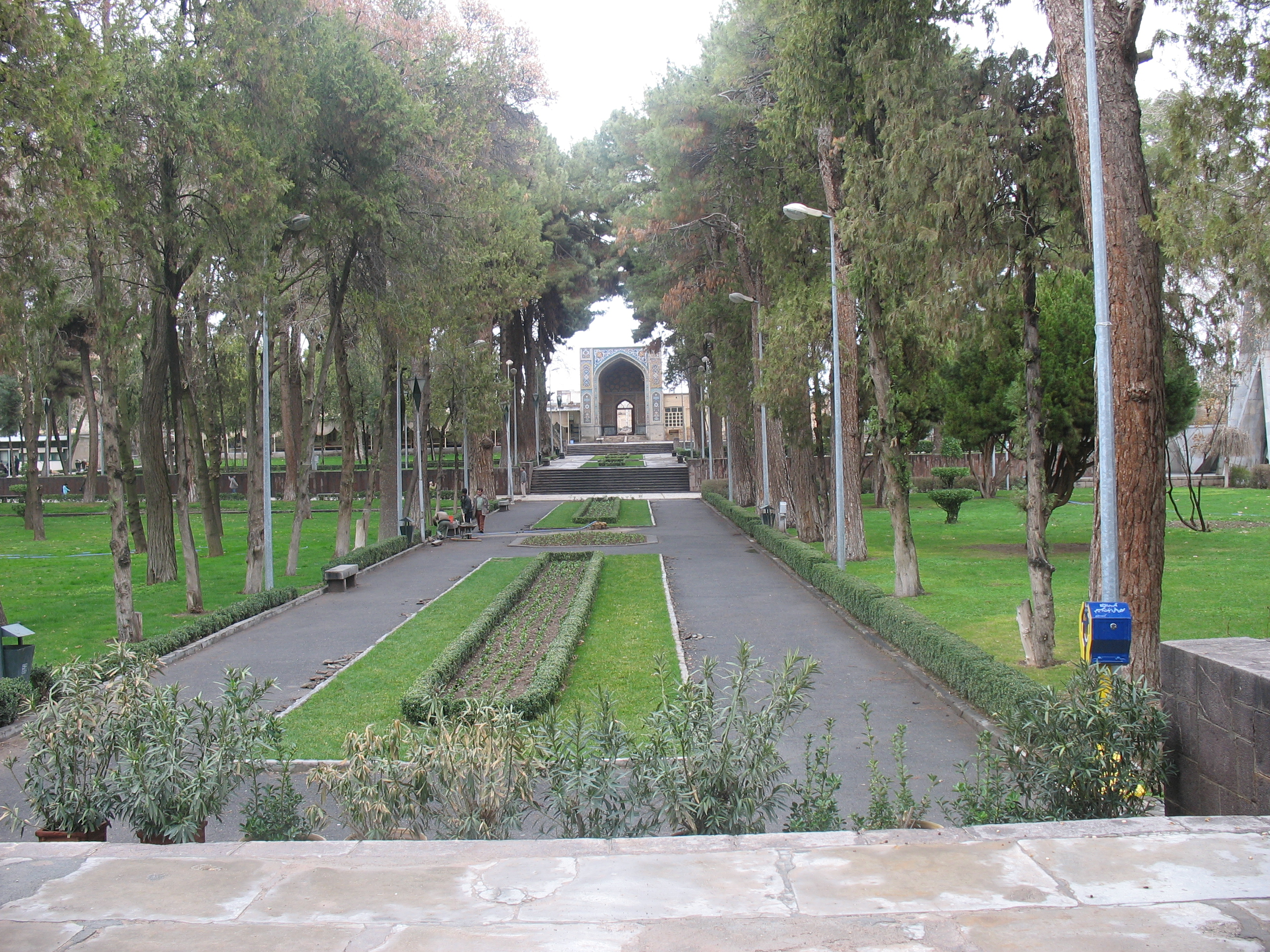
Entrada antiga del mausoleu de Khayyam i Imamzadeh Mahruq
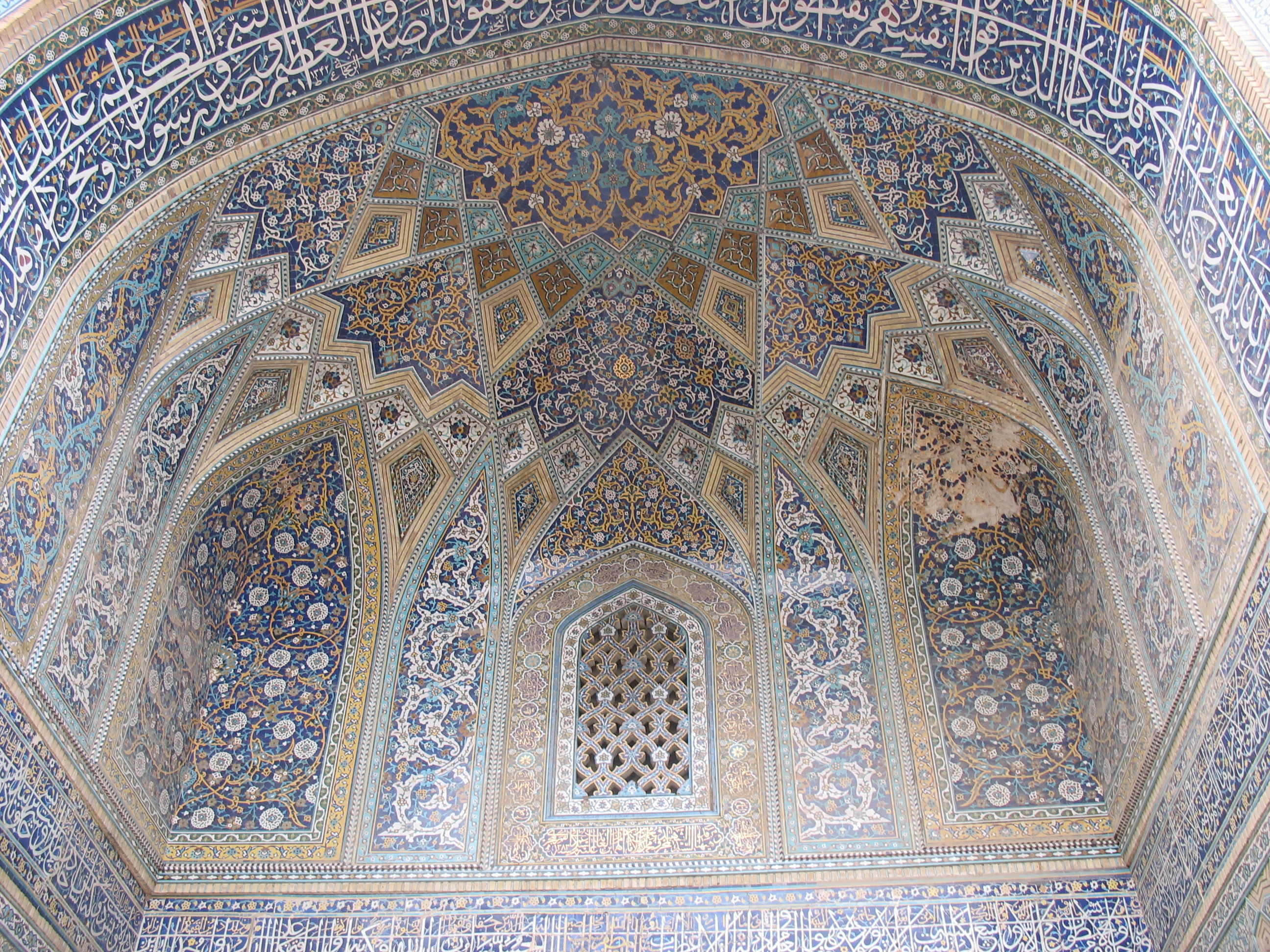
Porta de la mesquita Imamzade Mahruq
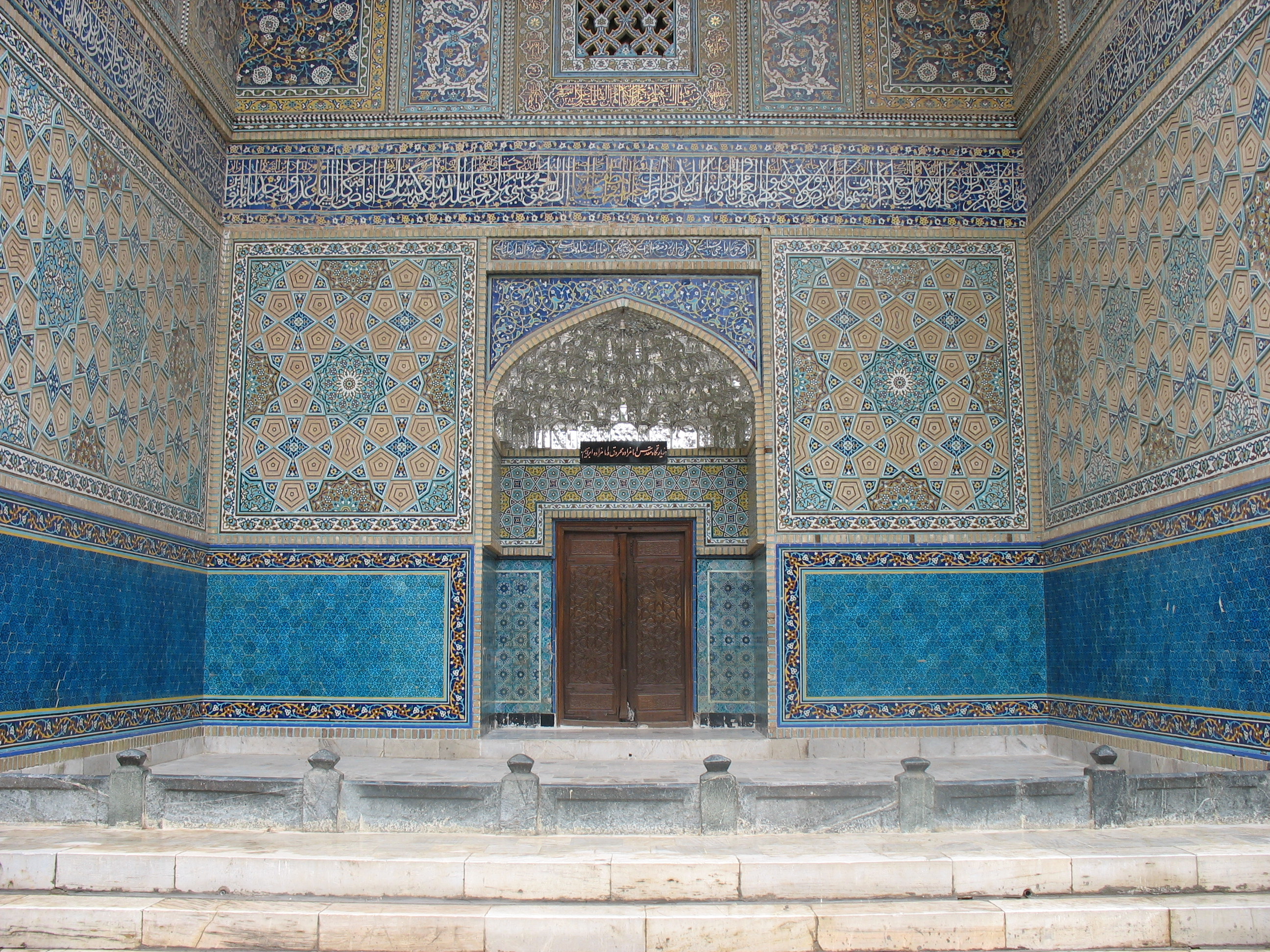
Imamzade Mahruq
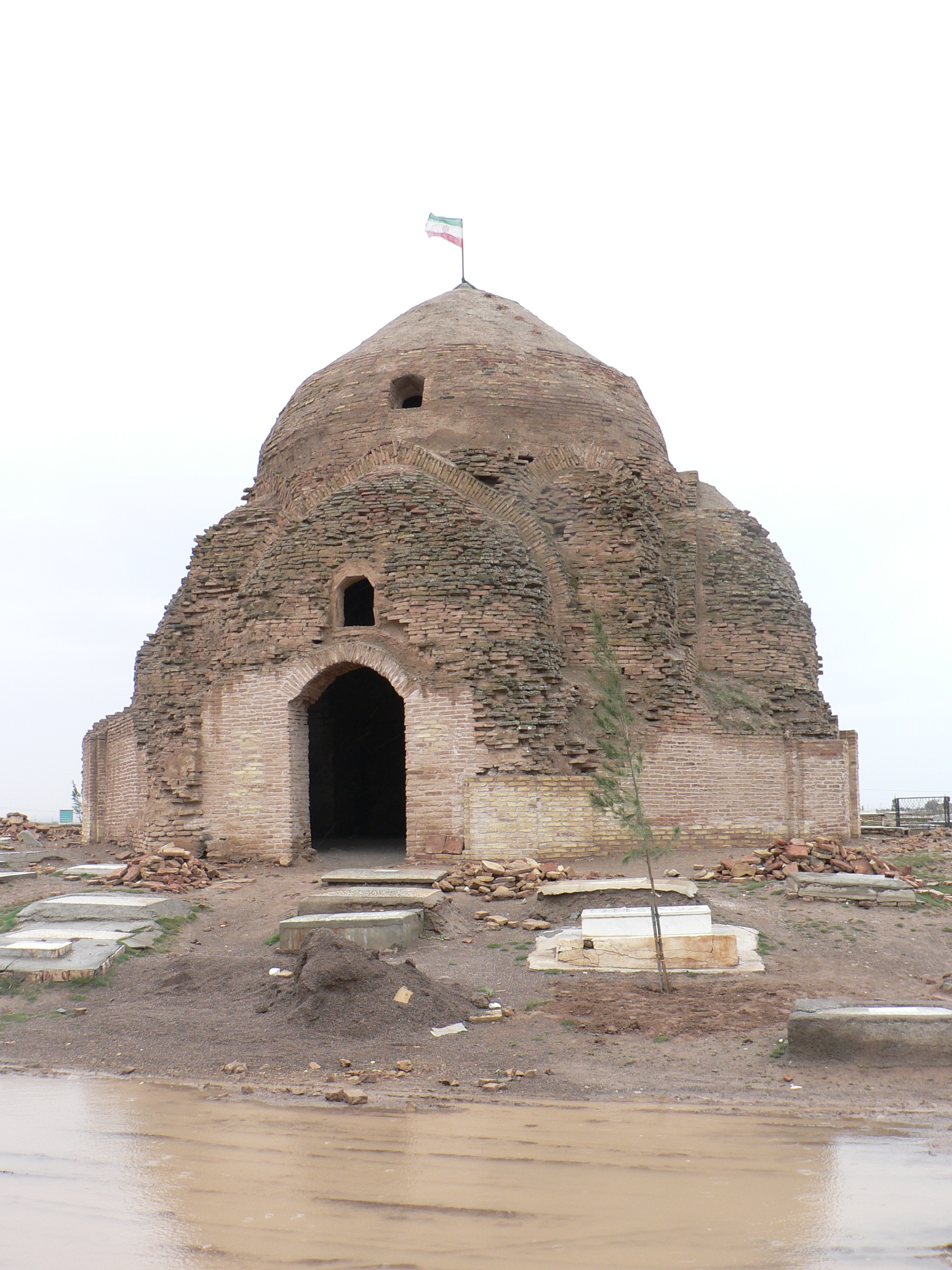
Mazare Shahmir va ser potser un lloc sagrat zoroastrià
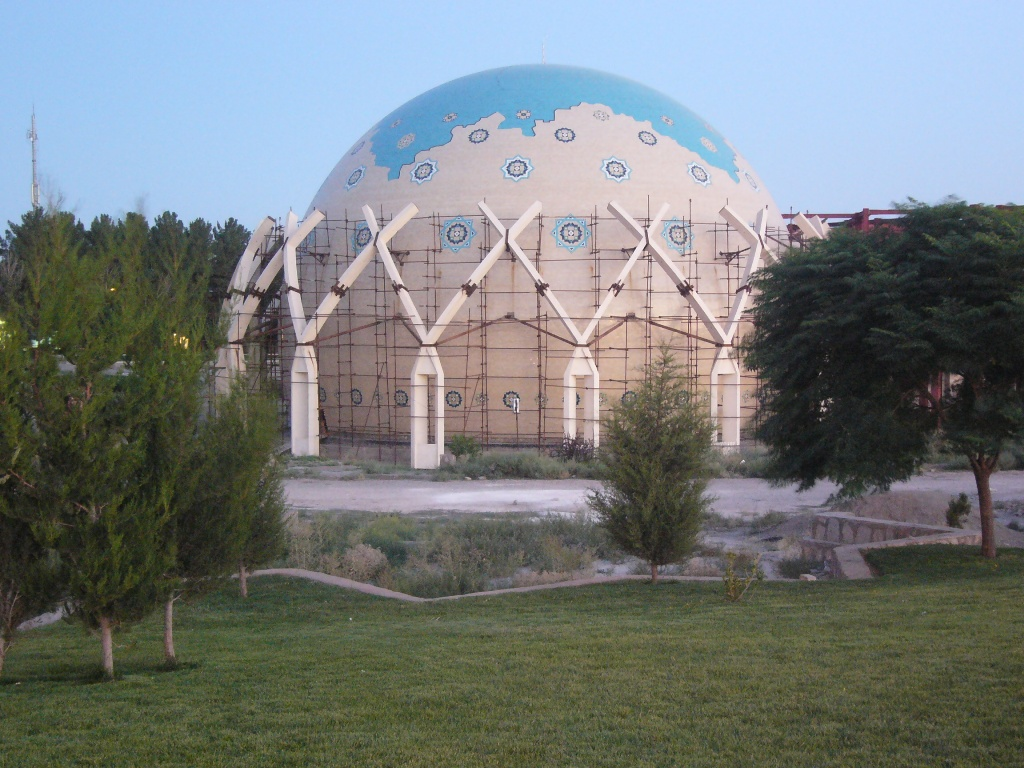
Aflak Namaye Neishaboor